# Шамідін
Шамідін (перс. شميدين) — село в Ірані, у дегестані Хараруд, в Центральному бахші, шагрестані Сіяхкаль остану Ґілян. У переписі 2006 року вказане як окремий населений пункт, але без відомостей про чисельність населення.

## Клімат
Середня річна температура становить 14,18°C, середня максимальна – 28,04°C, а середня мінімальна – 0,31°C. Середня річна кількість опадів – 844 мм.
| Клімат поселення                              | Клімат поселення | Клімат поселення | Клімат поселення | Клімат поселення | Клімат поселення | Клімат поселення | Клімат поселення | Клімат поселення | Клімат поселення | Клімат поселення | Клімат поселення | Клімат поселення | Клімат поселення |
| Показник                                      | Січ.             | Лют.             | Бер.             | Квіт.            | Трав.            | Черв.            | Лип.             | Серп.            | Вер.             | Жовт.            | Лист.            | Груд.            |                  |
| Середній максимум, °C                         | 12,37            | 11,71            | 12,56            | 16,84            | 21,15            | 26,57            | 28,04            | 27,86            | 23,39            | 20,37            | 16,68            | 12,23            |                  |
| Середня температура, °C                       | 6,66             | 6,02             | 6,84             | 11,13            | 15,45            | 20,86            | 23,82            | 23,66            | 19,18            | 16,14            | 12,46            | 8,00             |                  |
| Середній мінімум, °C                          | 0,95             | 0,31             | 1,14             | 5,42             | 9,73             | 15,14            | 19,60            | 19,42            | 14,96            | 11,93            | 8,24             | 3,80             |                  |
| Норма опадів, мм                              | 78               | 67               | 80               | 56               | 42               | 25               | 25               | 39               | 81               | 128              | 114              | 109              |                  |
| Середньомісячна швидкість вітру, м/с          | 2.23             | 2.46             | 2.50             | 2.46             | 2.23             | 2.23             | 2.50             | 2.18             | 1.93             | 2.10             | 2.01             | 2.10             |                  |
| Середньомісячна сонячна радіація, кДж/м²·день | 7211             | 9390             | 11427            | 15774            | 19645            | 21827            | 22412            | 19012            | 15679            | 11098            | 8852             | 6896             |                  |
| --------------------------------------------- | ---------------- | ---------------- | ---------------- | ---------------- | ---------------- | ---------------- | ---------------- | ---------------- | ---------------- | ---------------- | ---------------- | ---------------- | ---------------- |
| Джерело:                                      |                  |                  |                  |                  |                  |                  |                  |                  |                  |                  |                  |                  |                  |